# Vandoncourt
Vandoncourt is een gemeente in het Franse departement Doubs (regio Bourgogne-Franche-Comté) en telt 821 inwoners (2009). De plaats maakt deel uit van het arrondissement Montbéliard.

## Geografie
De oppervlakte van Vandoncourt bedraagt 8,5 km², de bevolkingsdichtheid is 92,9 inwoners per km².

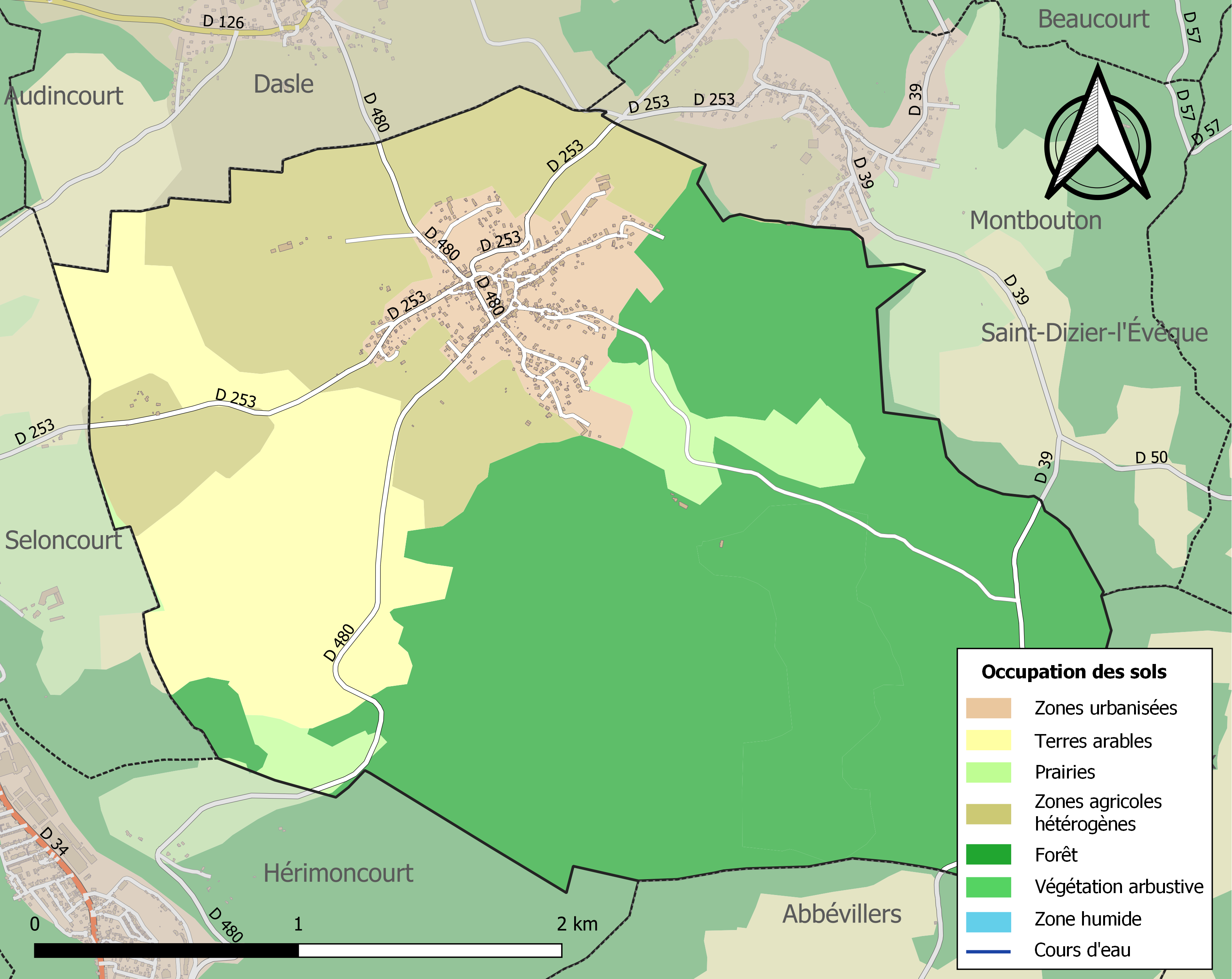
Kaart van de gemeente met de belangrijkste infrastructuur, bodemgebruik en omliggende gemeenten

## Demografie
Onderstaande figuur toont het verloop van het inwonertal (bron: INSEE-tellingen).